# هنک خروت
هنک خروت (هلندی: Henk Groot؛ زادهٔ ۲۲ آوریل ۱۹۳۸ – ۱۱ مهٔ ۲۰۲۲) یک بازیکن فوتبال اهل هلند بود.

## باشگاهی
از باشگاه‌هایی که در آن بازی کرده‌است می‌توان به آژاکس آمستردام و فاینورد اشاره کرد.

## تیم ملی
وی همچنین در تیم ملی فوتبال هلند بازی کرده‌است.